# BYD Atto 2
BYD Atto 2 egy szubkompakt crossover akkumulátoros elektromos autótípus

## A modell története és leírása

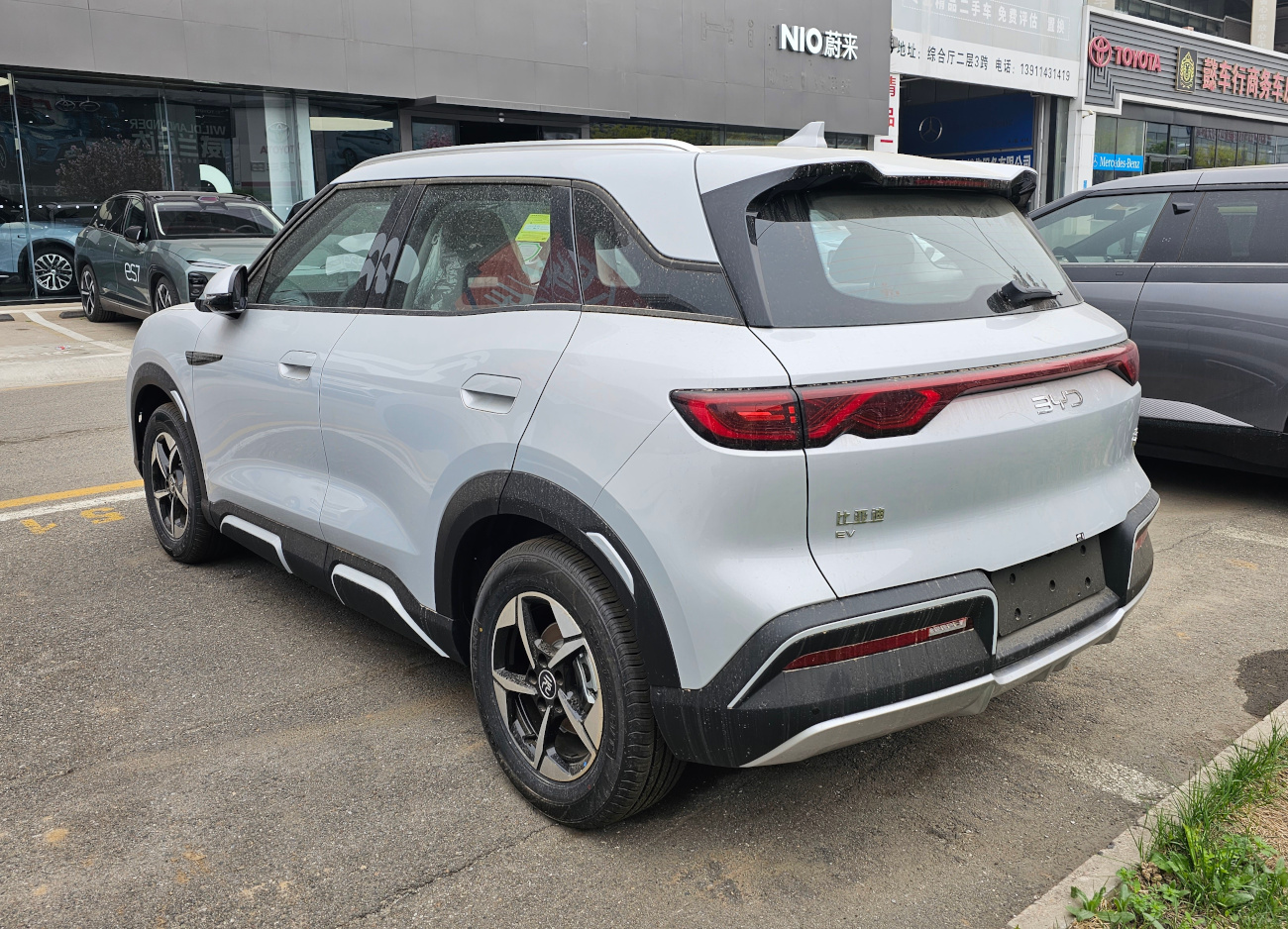
Hárulnézetből

A BYD Atto 2 2024 januárjában debütált, mint a következő, harmadik modell a kis crossoverek modellcsaládjában. Az autót a cég esztétikájának következő generációjában tartotta meg Wolfgang Egger, amelyet lekerekített kerékívekkel, magas ablakvonallal és keskeny fénycsíkkal összekapcsolt, magasba nyúló fényszórókkal jellemeztek. A hátsó lámpák a karosszéria teljes szélességében futnak, négy ívvel megkülönböztetve. Alapként a moduláris e-Platform 3.0 platform szolgált.
Az utasfülke a BYD sorozatra akkoriban jellemző esztétikában maradt meg, 8,8 hüvelykes színes digitális órakijelzővel és 180 fokban elforgatható, 12,8 hüvelykes érintőképernyős multimédiás rendszerrel. A középkonzolon helyet kapott az okostelefonok indukciós töltésére, a vezetési mód választó körül pedig egy gombkészlet található.

### Értékesítés
A Yuan Up főként a hazai kínai piacra készült, és ott 2024 márciusában rendszeres értékesítésre került a Yuan Plus modell olcsóbb és kisebb alternatívájaként. A legolcsóbb változatot 120 000 jüanra becsülték , és a rendelésgyűjtés megkezdését követő 3 napon belül az elektromos crossover 20 000 vevőre talált. Az autó 2024 szeptemberében került forgalomba az első exportpiacokon, Dél-Amerikától kezdve BYD Yuan Pro néven, Costa Ricán pedig helyileg eltérő BYD S1 Pro néven. 2024 decemberében BYD Atto 2 néven mutatták be a modell európai specifikációját.

### Műszaki adatok
A BYD Atto 2 kétféle motorváltozattal hajtott elektromos autó: 94 LE vagy 174 LE teljesítménnyel, mindkét esetben 160 km/h-s maximális sebességgel. Minden autó LFP akkumulátorral van felszerelve, a 32 kWh-s változat esetében kb. 301 kilométer CLTC hatótávolság és 45,1 kWh kb. 401 kilométer CLTC hatótávolság.

## Fordítás
- Ez a szócikk részben vagy egészben  a   BYD Atto 2 című lengyel Wikipédia-szócikk ezen változatának fordításán alapul.  Az eredeti cikk szerkesztőit annak laptörténete sorolja fel. Ez a jelzés csupán a megfogalmazás eredetét és a szerzői jogokat jelzi, nem szolgál a cikkben szereplő információk forrásmegjelöléseként.